# Gonolobus iyanolensis
Gonolobus iyanolensis är en oleanderväxtart som beskrevs av Krings. Gonolobus iyanolensis ingår i släktet Gonolobus och familjen oleanderväxter. Inga underarter finns listade i Catalogue of Life.